# 极性表面积

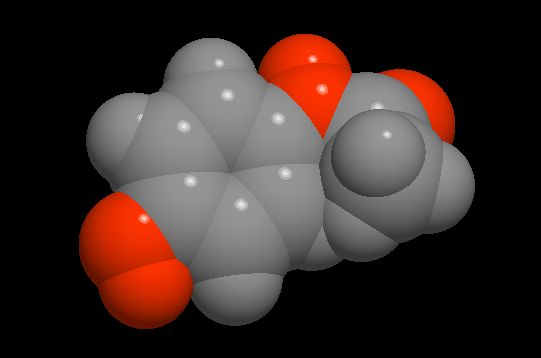
對乙醯氨基酚的極性表面積（紅色部分）

极性表面积（Polar surface area，簡稱PSA）是常用於藥物化學的一個參數，其定義為化合物內極性分子的總表面積，多為氧原子及氮原子，也包括與其相連的氫原子。
在藥物化學的應用中，極性表面積是評價藥物在細胞內的可運輸性質的描述指標。這一參數的大小與藥物在人體內的小腸吸收量、Caco-2單層可透性及血腦屏障的穿透性有明顯關連。一例子是當一分子的極性表面積大於1.4平方納米時，其在細胞的穿透性就會變差。一種需穿越血腦屏障並作用於中樞神經系統的感受體上的藥物，其極性表面積就不能大於0.6平方納米。

## 外部連結
- 極性表面積的計算工具 （页面存档备份，存于）